# خاندان هوتتا
خاندان هوتتا (به ژاپنی: 堀田氏, Hotta-shi)، یک خاندان ژاپنی بود که بر قلمرو ساکورا در  ولایت شیموسا در اواخر  دوره ادو حکومت می کرد. جیندای جی در شهر امروزی  ساکورا، چیبا  بوداجین یا معبد خانوادگی این خاندان بود و دارای بسیاری از سنگ قبرهای اعضای برجسته خاندان هوتتا است.